# محمد جلال (لاعب كرة قدم)
محمد جلال محمود الشاعر (مواليد 9 يونيو 2000، لاعب كرة قدم إماراتي يجيد اللعب كظهير أيمن يلعب مع نادي العروبة الإماراتي.

## مسيرة اللاعب
لعب في نادي الجزيرة ونادي الوحدة ونادي الظفرة ونادي الإمارات ونادي العروبة.